# Terrorists, Killers And Middle-East Wackos
El documental Terrorists, Killers And Middle-East Wackos (Terroristas, asesinos y chiflados de Oriente Medio)  es una película mondo de los creadores de Bumfights. Incluye imágenes de disturbios, suicidios (entre ellos el suicidio televisado de Budd Dwyer), accidentes, linchamientos y ejecuciones. Todas las escenas incluidas son escenas reales. La tienda web Bumfights promociona el video como "Una hora de las imágenes más enfermas jamás incluidas en una película".
El video fue lanzado en los EE. UU. el 21 de junio de 2005. Esto fue debido a que saldría a la venta en el Reino Unido, pero se le negó un certificado (obligatorio para el lanzamiento comercial de la mayoría del material de vídeo) por el British Board of Film Classification. En su comentario de rechazo, el Consejo destacó: "El trabajo no presenta ningún contexto periodístico, educativo u de otro tipo que justifique las imágenes que se muestran, más bien la obra presenta un aluvión de clips sensacionalistas, por lo que el propósito fundamental parece ser proporcionar entretenimiento lascivo...La obra invita al espectador a tomar placer sádico en la muerte". También se sugirió que el contenido puede violar la ley de publicaciones obscenas (Obscene Publications Acts). En junio de 2006 un portavoz de la BBFC citó la película como un ejemplo de "algo que la mayoría de la gente no le gustaría ver", en el contexto de las propuestas para un sistema de calificaciones del Reino Unido para el contenido en línea.
Terrorists, Killers And Middle-East Wackos cuenta con música de los Happy Campers.
El sitio web oficial de Bumfights eliminó el DVD de su comercialización.